# Lansonne
La Lansonne est une rivière du Sud de la France, dans le département de l'Ariège et un sous-affluent de la Garonne par l'Ariège.

## Géographie
De 10 km de longueur, elle prend sa source sur la commune d'Unzent en Ariège et se jette dans l'Ariège en rive gauche sur la commune de Saverdun.

## Départements et principales communes traversés
- Ariège : Unzent - Bonnac - Saverdun

## Principaux affluents
- Ruisseau de Toutenc : 3,9 km
- Ruisseau de Teulié : 2 km